# Anahita Rehbein

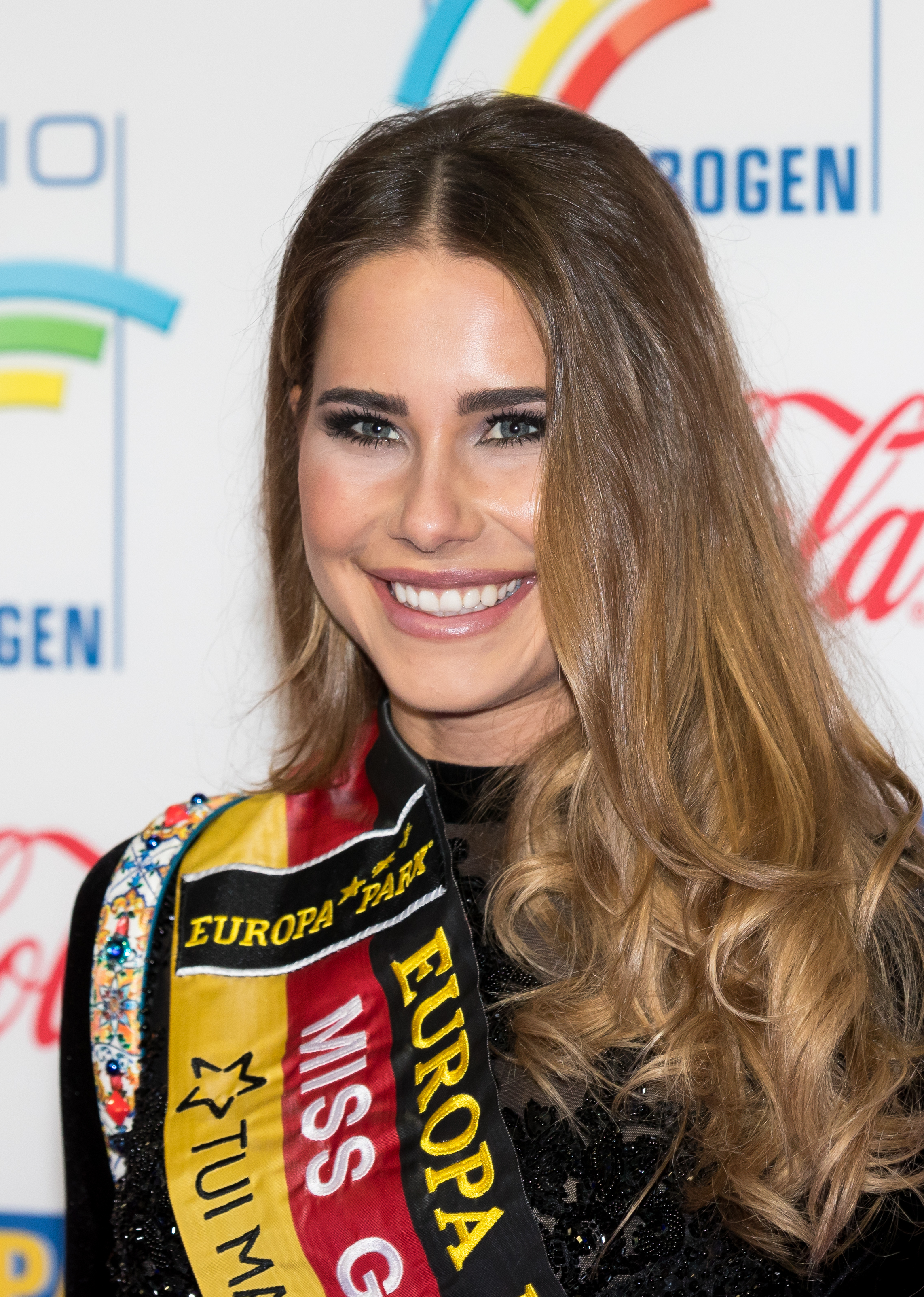
Anahita Rehbein, 2018

Anahita Rehbein (* 30. Juli 1994 in Inzigkofen) ist eine deutsche Schönheitskönigin und Miss Germany 2018.

## Biographie
Geboren und aufgewachsen mit drei jüngeren Geschwistern in Inzigkofen im Landkreis Sigmaringen, studiert die ehemalige Miss Baden-Württemberg nach dem Abitur an der Liebfrauenschule in Sigmaringen Bildungswissenschaften an der Pädagogischen Hochschule Ludwigsburg. Am Samstag, dem 24. Februar 2018, wurde Rehbein unter 21 Finalistinnen im Europa-Park Rust zur Miss Germany 2018 gewählt.
Sie heiratete am 29. August 2020 ihren langjährigen Freund, den Unternehmer Jörg Echtermann, und führt nun den Ehenamen Echtermann. Im Juni 2021 wurde ihr gemeinsamer Sohn geboren. Im August 2024 gab die Influencerin die Trennung bekannt.